# Поморская улица (музей)
Музей «Поморская улица» (пол. Oddział "Ulica Pomorska") — музей, находящийся в Силезском доме по улице Поморская, 2 в Кракове, Польша. Филиал Краковского исторического музея.
Основной целью этого музея является сохранение и демонстрация места массовых казней, которые в Силезском доме совершало Гестапо во время оккупации Кракова. Постоянной экспозицией музея является выставка «Краковяне в 1939—1956 годах».
Музей был основан в ноябре 1981 года и в настоящее время располагается в Силезском доме, который был построен в 1936 году Товариществом защиты Западных Земель. Во время Второй мировой войны в Силезском доме, в котором сейчас размещается музей, было Гестапо.
Ежегодно 13 сентября музей организует «День памяти жертв Гестапо». В этот день в Силезском доме было размещено Гестапо, которое занимало его до 17 января 1945 года. В комнатах 2-го и 3-го этажей здания находились камеры допроса. В Гестапо для допроса доставляли заключённых из тюрьмы Монтелюпих. В подвалах Силезского дома находились камеры для арестованных и пыток.
Музей также собирает информационную базу под названием «Архив жертв нацистского и коммунистического террора, 1939—1956».